# VolleyLigaen 2016-2017 (maschile)
La VolleyLigaen 2016-2017 si è svolta dal 9 ottobre 2016 al 23 aprile 2017: al torneo hanno partecipato otto squadre di club danesi e la vittoria finale è andata per la nona volta al Boldklubben Marienlyst.

## Regolamento

### Formula
Le squadre hanno disputato un girone all'italiana, con gare di andata e ritorno; al termine della regular season:
- Le prime sei classificate hanno acceduto ai play-off scudetto, strutturati in quarti di finale, a cui hanno preso parte solo le formazioni classificate dal terzo al sesto posto, giocati al meglio di due vittorie su tre gare, semifinali, giocate al meglio di tre vittorie su cinque gare, finale per il quinto posto, a cui hanno parte le due eliminate ai quarti di finale, finale per il terzo posto e finale, tutte giocate con gara di andata e ritorno (nella finale per il quinto, nel caso in cui le squadre hanno ottenuto una vittoria a testa con stesso numero di set vinti e persi si è disputato un golden set; nella finale per il terzo posto e nella finale, nel caso in cui le squadre hanno ottenuto una vittoria a testa si è disputato un golden set).
- Le ultime due classificata e due squadre della 1. Division hanno acceduto ai play-out, strutturati in una fase a gironi, con gare di andata e ritorno: se una squadra della VolleyLigaen è arrivate tra le prime due questa è rimasta in VolleyLigaen mentre se è arrivata tra le ultime due è retrocessa in 1. Division, invece se una squadra di 1. Division è arrivate tra le prime due questa è promossa in VolleyLigaen mentre se è arrivata tra le ultime due è rimasta in 1. Division.

### Criteri di classifica
Se il risultato finale è stato di 3-0 o 3-1 sono stati assegnati 3 punti alla squadra vincente e 0 a quella sconfitta, se il risultato finale è stato di 3-2 sono stati assegnati 2 punti alla squadra vincente e 1 a quella sconfitta.
L'ordine del posizionamento in classifica è stato definito in base a:
- Punti;
- Numero di partite vinte;
- Ratio dei set vinti/persi;
- Ratio dei punti realizzati/subiti.

## Squadre partecipanti
| Club          | Città          | Palazzetto                      | Stagione precedente   |
| ------------- | -------------- | ------------------------------- | --------------------- |
| ASV Aarhus    | Aarhus         | Århus Gl. Stadionhal Aarhus     | 7ª in VolleyLigaen    |
| Gentofte      | Gentofte       | Kildeskovshal 1 Gentofte        | Campione di Danimarca |
| Hvidovre      | Hvidovre       | Frihedens Idrætscenter Hvidovre | 4ª in VolleyLigaen    |
| Ishøj         | Ishøj          | Ishøj Idrætscenter Ishøj        | 3ª in VolleyLigaen    |
| Lyngby Volley | Lyngby-Taarbæk | Engelsborghallen Lyngby-Taarbæk | 5ª in VolleyLigaen    |
| Middelfart    | Middelfart     | Lillebæltshallen Middelfart     | 6ª in VolleyLigaen    |
| Marienlyst    | Odense         | Marienlyst Centret Odense       | 2ª in VolleyLigaen    |
| Vestsjælland  | Slagelse       | Korsørhallen Slagelse           | ?                     |

## Torneo

### Regular season

#### Risultati
| Partite |                         |     |                                   |
|         |                         |     |                                   |
| 09-10   | Hvidovre-Vestsjælland   | 3-0 | 25-19, 25-12, 25-17               |
| 10-10   | Ishøj-Vestsjælland      | 3-1 | 26-24, 20-25, 25-20, 25-21        |
| 12-10   | Middelfart-Gentofte     | 0-3 | 18-25, 18-25, 16-25               |
| 15-10   | Aarhus-Hvidovre         | 3-1 | 25-19, 19-25, 25-20, 25-16        |
| 16-10   | Lyngby-Odense           | 0-3 | 23-25, 15-25, 18-25               |
| 20-10   | Gentofte-Lyngby         | 3-0 | 25-13, 25-12, 25-16               |
| 20-10   | Middelfart-Odense       | 3-2 | 25-18, 20-25, 17-25, 25-22, 17-19 |
| 22-10   | Odense-Gentofte         | 0-3 | 17-25, 14-25, 12-25               |
| 22-10   | Hvidovre-Middelfart     | 1-3 | 25-21, 17-25, 23-25, 26-28        |
| 23-10   | Lyngby-Ishøj            | 1-3 | 17-25, 17-25, 25-20, 21-25        |
| 26-10   | Aarhus-Vestsjælland     | 3-1 | 25-15, 25-17, 19-25, 25-18        |
| 01-11   | Vestsjælland-Hvidovre   | 1-3 | 25-20, 19-25, 20-25, 19-25        |
| 05-11   | Ishøj-Odense            | 0-3 | 25-27, 21-25, 22-25               |
| 05-11   | Middelfart-Aarhus       | 1-3 | 21-25, 25-18, 23-25, 21-25        |
| 06-11   | Vestsjælland-Lyngby     | 0-3 | 14-25, 18-25, 14-25               |
| 10-11   | Gentofte-Hvidovre       | 3-0 | 25-20, 25-21, 25-21               |
| 12-11   | Odense-Aarhus           | 3-1 | 20-25, 25-20, 25-19, 25-15        |
| 12-11   | Gentofte-Ishøj          | 3-0 | 25-15, 25-18, 25-14               |
| 13-11   | Vestsjælland-Middelfart | 2-3 | 19-25, 25-23, 25-14, 22-25, 14-16 |
| 13-11   | Hvidovre-Lyngby         | 3-0 | 25-22, 25-19, 25-21               |
| 02-12   | Ishøj-Aarhus            | 3-1 | 23-25, 25-20, 25-21, 25-21        |
| 03-12   | Odense-Vestsjælland     | 3-0 | 25-17, 25-20, 25-17               |
| 03-12   | Gentofte-Aarhus         | 3-0 | 25-10, 25-13, 25-13               |
| 04-12   | Lyngby-Middelfart       | 3-2 | 22-25, 27-29, 25-23, 25-20, 15-13 |
| 04-12   | Hvidovre-Ishøj          | 2-3 | 23-25, 27-29, 25-21, 25-22, 13-15 |
| 10-12   | Gentofte-Vestsjælland   | 3-0 | 25-9, 25-19, 25-23                |
| 10-12   | Middelfart-Ishøj        | 3-1 | 23-25, 25-19, 25-20, 25-21        |
| 11-12   | Lyngby-Aarhus           | 2-3 | 19-25, 16-25, 25-23, 25-21, 15-17 |

| Partite |                         |     |                                   |
|         |                         |     |                                   |
| 11-12   | Hvidovre-Odense         | 3-2 | 25-23, 24-26, 25-18, 12-25, 15-8  |
| 14-01   | Aarhus-Ishøj            | 3-0 | 25-0, 25-0, 25-0                  |
| 18-01   | Aarhus-Middelfart       | 3-2 | 26-28, 24-26, 25-18, 25-17, 21-19 |
| 19-01   | Middelfart-Hvidovre     | 3-1 | 23-25, 25-22, 25-21, 25-21        |
| 21-01   | Gentofte-Odense         | 3-1 | 25-21, 25-14, 22-25, 25-23        |
| 21-01   | Ishøj-Lyngby            | 0-3 | 20-25, 21-25, 21-25               |
| 22-01   | Vestsjælland-Aarhus     | 1-3 | 20-25, 25-23, 16-25, 17-25        |
| 25-01   | Lyngby-Gentofte         | 0-3 | 14-25, 14-25, 9-25                |
| 27-01   | Middelfart-Vestsjælland | 3-1 | 20-25, 25-14, 25-19, 25-22        |
| 28-01   | Aarhus-Odense           | 0-3 | 22-25, 15-25, 29-31               |
| 29-01   | Lyngby-Hvidovre         | 0-3 | 21-25, 21-25, 19-25               |
| 02-02   | Lyngby-Vestsjælland     | 2-3 | 23-25, 25-12, 15-25, 26-24, 14-16 |
| 04-02   | Odense-Ishøj            | 3-1 | 29-27, 25-12, 20-25, 25-17        |
| 05-02   | Hvidovre-Gentofte       | 0-3 | 13-25, 18-25, 16-25               |
| 07-02   | Odense-Middelfart       | 3-0 | 25-20, 25-18, 25-15               |
| 09-02   | Ishøj-Gentofte          | 1-3 | 25-21, 24-26, 18-25, 9-25         |
| 11-02   | Odense-Lyngby           | 3-0 | 25-17, 25-15, 25-17               |
| 11-02   | Gentofte-Middelfart     | 3-0 | 25-19, 25-22, 25-23               |
| 11-02   | Hvidovre-Aarhus         | 3-2 | 25-19, 22-25, 17-25, 25-21, 15-10 |
| 12-02   | Vestsjælland-Ishøj      | 1-3 | 25-16, 18-25, 29-31, 25-27        |
| 18-02   | Aarhus-Gentofte         | 0-3 | 17-25, 19-25, 23-25               |
| 18-02   | Ishøj-Hvidovre          | 0-3 | 23-25, 22-25, 23-25               |
| 18-02   | Middelfart-Lyngby       | 3-1 | 28-26, 25-21, 17-25, 25-17        |
| 19-02   | Vestsjælland-Odense     | 1-3 | 13-25, 25-23, 23-25, 15-25        |
| 21-02   | Ishøj-Middelfart        | 2-3 | 20-25, 25-22, 14-25, 25-21, 13-15 |
| 25-02   | Aarhus-Lyngby           | 3-0 | 25-19, 25-22, 25-20               |
| 25-02   | Vestsjælland-Gentofte   | 0-3 | 21-25, 25-27, 21-25               |
| 26-02   | Odense-Hvidovre         | 3-2 | 23-25, 25-19, 25-14, 24-26, 15-12 |

#### Classifica
| Pos. | Squadra       | Pt | G  | V  | P  | SV | SP | Ratio  | PF    | PS    | Ratio |
| ---- | ------------- | -- | -- | -- | -- | -- | -- | ------ | ----- | ----- | ----- |
| 1.   | Gentofte      | 42 | 14 | 14 | 0  | 42 | 2  | 21.000 | 1 096 | 765   | 1.433 |
| 2.   | Marienlyst    | 32 | 14 | 11 | 3  | 36 | 16 | 2.250  | 1 197 | 1 055 | 1.135 |
| 3.   | ASV Aarhus    | 23 | 14 | 8  | 6  | 28 | 26 | 1.076  | 1 188 | 1 120 | 1.061 |
| 4.   | Middelfart    | 22 | 14 | 7  | 7  | 28 | 30 | 0.933  | 1 277 | 1 298 | 0.984 |
| 5.   | Hvidovre      | 21 | 14 | 7  | 7  | 28 | 26 | 1.076  | 1 178 | 1 187 | 0.992 |
| 6.   | Ishøj         | 15 | 14 | 5  | 9  | 20 | 33 | 0.606  | 1 084 | 1 246 | 0.870 |
| 7.   | Lyngby Volley | 10 | 14 | 3  | 11 | 15 | 35 | 0.428  | 1 003 | 1 146 | 0.875 |
| 8.   | Vestsjælland  | 3  | 14 | 1  | 13 | 12 | 41 | 0.292  | 1 052 | 1 258 | 0.836 |

| Qualificata ai play-off scudetto | Qualificata ai play-out |

### Play-off scudetto

#### Tabellone
|  | Quarti di finale | Quarti di finale | Quarti di finale | Quarti di finale | Quarti di finale |   |            | Semifinali | Semifinali | Semifinali | Semifinali  | Semifinali  | Semifinali  | Semifinali  |             |             | Finali      | Finali      | Finali      | Finali | Finali | Finali | Finali |
|  |                  |                  |                  |                  |                  |   |            |            |            |            |             |             |             |             |             |             |             |             |             |        |        |        |        |
|  | -                | -                |                  |                  |                  |   |            |            |            |            |             |             |             |             |             |             |             |             |             |        |        |        |        |
|  | -                | -                |                  |                  |                  |   |            |            |            |            |             |             |             |             |             |             |             |             |             |        |        |        |        |
|  | -                | -                |                  | 1                | Gentofte         | 3 | 3          | 3          |            |            |             |             |             |             |             |             |             |             |             |        |        |        |        |
|  |                  |                  |                  |                  |                  | 3 | 3          | 3          |            |            |             |             |             |             |             |             |             |             |             |        |        |        |        |
|  |                  | 5                | Hvidovre         | 0                | 0                | 0 |            |            |            |            |             |             |             |             |             |             |             |             |             |        |        |        |        |
|  | 4                | 5                | Hvidovre         | 0                | 0                | 0 | Middelfart | 1          | 1          |            |             |             |             |             |             |             |             |             |             |        |        |        |        |
|  | 4                |                  |                  |                  |                  |   | Middelfart | 1          | 1          |            |             |             |             |             |             |             |             |             |             |        |        |        |        |
|  | 5                | Hvidovre         | 3                | 3                |                  |   |            |            |            |            |             |             |             |             |             |             |             |             |             |        |        |        |        |
|  |                  |                  |                  |                  |                  |   |            |            |            |            |             |             |             |             |             |             | 1           | Gentofte    | 2           | 2      |        |        |        |
|  |                  |                  | 2                | Marienlyst       | 3                | 3 |            |            |            |            |             |             |             |             |             |             |             |             |             |        |        |        |        |
|  | -                | -                |                  |                  |                  |   |            |            |            |            |             |             |             |             |             |             |             |             |             |        |        |        |        |
|  | -                | -                |                  |                  |                  |   |            |            |            |            |             |             |             |             |             |             |             |             |             |        |        |        |        |
|  | -                | -                |                  | 1                | Marienlyst       | 1 | 3          | 3          | 3          |            |             |             |             |             |             |             |             |             |             |        |        |        |        |
|  |                  |                  |                  |                  |                  | 1 | 3          | 3          | 3          |            |             |             |             |             |             |             |             |             |             |        |        |        |        |
|  |                  | 6                | Ishøj            | 3                | 0                | 0 | 2          |            |            |            | Terzo posto | Terzo posto | Terzo posto | Terzo posto | Terzo posto | Terzo posto | Terzo posto | Terzo posto | Terzo posto |        |        |        |        |
|  | 3                | 6                | Ishøj            | 3                | 0                | 0 | 2          | ASV Aarhus | 1          | 1          | Terzo posto | Terzo posto | Terzo posto | Terzo posto | Terzo posto | Terzo posto | Terzo posto | Terzo posto | Terzo posto |        |        |        |        |
|  | 3                |                  |                  |                  |                  |   |            | ASV Aarhus | 1          | 1          |             |             |             |             |             |             |             |             |             |        |        |        |        |
|  | 6                | Ishøj            | 3                | 3                |                  |   |            |            |            |            |             |             |             |             |             |             | 5           | Hvidovre    | 1           | 3      |        |        |        |
|  |                  |                  |                  |                  |                  |   |            |            |            |            |             |             |             |             |             |             | 6           | Ishøj       | 3           | 0      |        |        |        |

#### Risultati
| Quarti di finale |                     |     |                            |
|                  |                     |     |                            |
| 05-03            | Ishøj-Aarhus        | 3-1 | 22-25, 25-21, 25-20, 27-25 |
| 05-03            | Hvidovre-Middelfart | 3-1 | 25-27, 26-24, 25-21, 25-23 |

| 09-03 | Aarhus-Ishøj        | 1-3 | 20-25, 25-19, 27-29, 22-25 |
| 09-03 | Middelfart-Hvidovre | 1-3 | 18-25, 20-25, 25-14, 13-25 |

| Semifinali |                   |     |                         |
|            |                   |     |                         |
| 19-03      | Hvidovre-Gentofte | 0-3 | 18-25 19-25 19-25       |
| 19-03      | Ishøj-Odense      | 3-1 | 23-25 34-32 25-21 25-20 |

| 22-03 | Gentofte-Hvidovre | 3-0 | 25-17 25-11 25-17 |
| 22-03 | Odense-Ishøj      | 3-0 | 25-17 25-11 25-17 |

| 26-03 | Gentofte-Hvidovre | 3-0 | 25-9, 25-17, 25-22  |
| 26-03 | Odense-Ishøj      | 3-0 | 25-20, 25-21, 25-20 |

| 30-03 | Ishøj-Odense | 2-3 | 21-25, 25-19, 19-25, 25-23, 12-15 |

| Finale 5º posto |                   |     |                                       |
|                 |                   |     |                                       |
| 20-03           | Middelfart-Aarhus | 1-3 | 25-18, 23-25, 21-25, 26-28            |
| 26-03           | Aarhus-Middelfart | 1-3 | 25-23, 22-25, 16-25, 19-25; GS: 21-25 |

| Finale 3º posto |                |     |                         |
|                 |                |     |                         |
| 06-04           | Ishøj-Hvidovre | 3-1 | 13/25 25/23 25/18 27/25 |
| 20-04           | Hvidovre-Ishøj | 3-0 | ?; GS: 25-17            |

| Finale |                 |     |                               |
|        |                 |     |                               |
| 12-04  | Odense-Gentofte | 3-2 | 18/25 25/27 25/21 25/21 15/13 |
| 23-04  | Gentofte-Odense | 2-3 | 17/25 25/14 25/19 17/25 11/15 |

### Play-out
| Partite |                      |     |                                   |
|         |                      |     |                                   |
| 04-03   | Vestsjælland-Aalborg | 3-0 | 25-14, 25-23, 25-20               |
| 05-03   | Lyngby-Aalborg       | 3-1 | 25-16, 25-23, 19-25, 25-18        |
| 11-03   | Aalborg-Vestsjælland | 2-3 | 22-25, 25-19, 22-25, 26-24, 22-20 |
| 12-03   | Lyngby-Copenaghen    | 3-0 | 25-19, 25-11, 26-24               |
| 18-03   | Aalborg-Copenaghen   | 3-1 | 17-25, 25-22, 25-20, 25-17        |
| 19-03   | Vestsjælland-Lyngby  | 0-3 | 19-25, 23-25, 22-25               |

| Partite |                         |     |                                   |
|         |                         |     |                                   |
| 25-03   | Copenaghen-Vestsjælland | 0-3 | 20-25, 16-25, 14-25               |
| 26-03   | Aalborg-Lyngby          | 3-2 | 23-25, 25-16, 22-25, 28-26, 19-17 |
| 01-04   | Copenaghen-Aalborg      | 0-3 | 15-25, 21-25, 20-25               |
| 01-04   | Lyngby-Vestsjælland     | 3-1 | 25-20, 25-22, 25-27, 25-16        |
| 06-04   | Vestsjælland-Copenaghen | 3-1 | 25-11 25-19, 25-27, 26-24         |
| 09-04   | Copenaghen-Lyngby       | 1-3 | 21-25, 18-25, 26-24, 20-25        |

| 1 | Lyngby       | 16 |
| 2 | Vestsjælland | 11 |
| 3 | Aalborg      | 9  |
| 3 | Copenaghen   | 0  |

## Classifica finale
| Pos | Squadra       | Qualificazione        |
| --- | ------------- | --------------------- |
|     | Marienlyst    |                       |
| 2   | Gentofte      | Challenge Cup 2017-18 |
| 3   | Hvidovre      |                       |
| 4   | Ishøj         |                       |
| 5   | Middelfart    |                       |
| 6   | ASV Aarhus    |                       |
| 7   | Lyngby Volley |                       |
| 8   | Vestsjælland  |                       |

## Premi individuali
| Premio                   | Nome                 | Squadra    |
| ------------------------ | -------------------- | ---------- |
| MVP                      | Nikolaj Grove        | ASV Aarhus |
| Miglior palleggiatore    | Sebastian Mikkelsons | Gentofte   |
| Miglior opposto          | Peter Bonnesen       | Gentofte   |
| Miglior schiacciatore    | Philip Özari         | Gentofte   |
| Miglior schiacciatore    | Nikolaj Grove        | ASV Aarhus |
| Miglior centrale         | Simon Gade           | Gentofte   |
| Miglior centrale         | Aske Sørensen        | Gentofte   |
| Miglior libero           | Fabio Moret          | Gentofte   |
| Miglior allenatore       | Denis Janka          | Gentofte   |
| Miglior giocatore danese | Nikolaj Hjort        | Marienlyst |

## Statistiche
| Rendimento individuale | Rendimento individuale | Rendimento individuale | Rendimento individuale |
| Pos.                   | Nome                   | Punti                  | Squadra                |
| ---------------------- | ---------------------- | ---------------------- | ---------------------- |
| 1                      | Martin Bülow-Nielsen   | 253                    | Lyngby Volley          |
| 2                      | Nikolaj Hjort          | 192                    | Middelfart             |
| 3                      | Simon Bitsch           | 186                    | Marienlyst             |
| 3                      | Jaroslav Bogdanovič    | 186                    | Marienlyst             |
| 5                      | Nikolaj Grove          | 172                    | ASV Aarhus             |
| 6                      | Oskar Madsen           | 152                    | Vestsjælland           |
| 7                      | Kristoffer Abell       | 149                    | Marienlyst             |
| 8                      | Peter Bonnesen         | 148                    | Gentofte               |
| 9                      | Jeppe Nielsen          | 139                    | Middelfart             |
| 10                     | Szymon Piórkowski      | 138                    | Ishøj                  |

| Attacchi vincenti | Attacchi vincenti    | Attacchi vincenti | Attacchi vincenti |
| Pos.              | Nome                 | Punti             | Squadra           |
| ----------------- | -------------------- | ----------------- | ----------------- |
| 1                 | Martin Bülow-Nielsen | 217               | Lyngby Volley     |
| 2                 | Nikolaj Hjort        | 171               | Middelfart        |
| 3                 | Jaroslav Bogdanovič  | 164               | Marienlyst        |
| 4                 | Simon Bitsch         | 147               | Marienlyst        |
| 5                 | Nikolaj Grove        | 136               | ASV Aarhus        |
| 6                 | Oskar Madsen         | 128               | Vestsjælland      |
| 7                 | Peter Bonnesen       | 125               | Gentofte          |
| 7                 | Szymon Piórkowski    | 125               | Ishøj             |
| 9                 | Kristoffer Abell     | 119               | Marienlyst        |
| 10                | Phillip Özari        | 110               | Gentofte          |

| Muri vincenti | Muri vincenti        | Muri vincenti | Muri vincenti |
| Pos.          | Nome                 | Punti         | Squadra       |
| ------------- | -------------------- | ------------- | ------------- |
| 1             | Simon Gade           | 36            | Gentofte      |
| 2             | Jeppe Nielsen        | 26            | Middelfart    |
| 3             | Kasper Petersen      | 25            | Marienlyst    |
| 4             | Simon Andersen       | 24            | Middelfart    |
| 5             | Martin Bülow-Nielsen | 23            | Lyngby Volley |
| 6             | Daniel Thomsen       | 22            | Marienlyst    |
| 6             | Martjin Van Der Aa   | 22            | Middelfart    |
| 8             | Emil Gade            | 20            | Lyngby Volley |
| 9             | Jaroslav Bogdanovič  | 18            | Marienlyst    |
| 9             | James McRae          | 18            | ASV Aarhus    |

| Battute vincenti | Battute vincenti  | Battute vincenti | Battute vincenti |
| Pos.             | Nome              | Punti            | Squadra          |
| ---------------- | ----------------- | ---------------- | ---------------- |
| 1                | Simon Bitsch      | 26               | Marienlyst       |
| 2                | Anders Hartmann   | 24               | Gentofte         |
| 3                | Nikolas Bach      | 23               | Hvidovre         |
| 4                | Nikolaj Grove     | 21               | ASV Aarhus       |
| 5                | Mateusz Dziwierek | 19               | Hvidovre         |
| 5                | Simon Gade        | 19               | Gentofte         |
| 7                | Oskar Madsen      | 17               | Vestsjælland     |
| 8                | Daniel Gordon     | 16               | Vestsjælland     |
| 8                | Nikolaj Hjort     | 16               | Middelfart       |
| 10               | Jonathan Møller   | 14               | Lyngby Volley    |
| 10               | Artur Pasiński    | 14               | Ishøj            |

NB: I dati sono riferiti esclusivamente alla regular season.